# Spjasjtjaja krasavitsa
Spjasjjaja krasavitsa (russisk: Спящая красавица) er en sovjetisk stumfilm fra 1930 af Georgij Vasiljev og Sergej Vasiljev.

## Medvirkende
- Konstantin Mukhutdinov som Rebrov
- Varvara Mjasnikova som Vera
- Nikolaj Simonov
- Ivan Tjuvelev